# Strobilurus

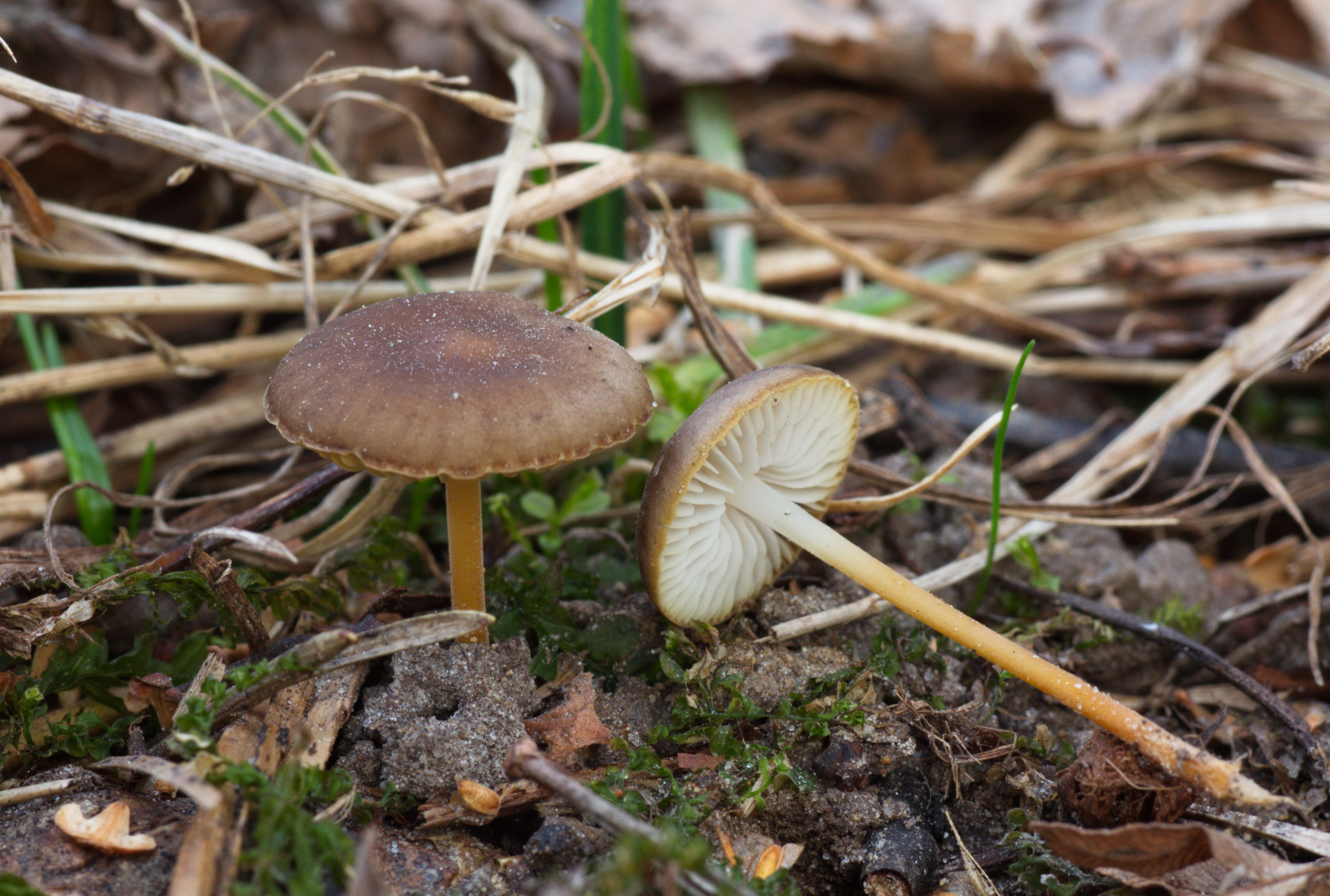
Szyszkówka gorzkawa

Strobilurus Singer (szyszkówka) – rodzaj grzybów z rodziny obrzękowcowatych (Physalacriaceae)'.

## Systematyka i nazewnictwo
Pozycja w klasyfikacji według Index Fungorum: Physalacriaceae, Agaricales, Agaricomycetidae, Agaricomycetes, Agaricomycotina, Basidiomycota, Fungi.
Polską nazwę podali Barbara Gumińska i Władysław Wojewoda w 1983 r. W polskim piśmiennictwie mykologicznym należące do tego rodzaju gatunki opisywane były także jako twardzioszek i pieniążek.
We wcześniejszych klasyfikacjach rodzaj ten zaliczany był do rodziny gąskowatych (Tricholomataceae).

## Charakterystyka
Grzyby saprotroficzne rosnące na szyszkach, nierzadko niewidocznych, zagrzebanych w ziemi. Kapelusze małe, wypukłe, o powierzchni suchej i matowej. Skórka zbudowana jak hymenium. Trzony żółtobrązowawe, na szczycie barwy jaśniejszej, bardzo elastyczne, korzeniaste, z podstawą pokrytą sznurami grzybni. Blaszki białawe, przyrośnięte do trzonu. Wysyp zarodników biały, nieamyloidalny. Zarodniki eliptyczne, gładkie, bez pory rostkowej. Trama blaszek regularna (strzępki biegną równolegle).
Gatunki:
- Strobilurus albipilatus (Peck) V.L. Wells & Kempton 1971
- Strobilurus conigenoides (Ellis) Singer 1962
- Strobilurus diminutivus Desjardin 2000
- Strobilurus esculentus (Wulfen) Singer 1962 – szyszkówka świerkowa
- Strobilurus kemptoniae V.L. Wells 1971
- Strobilurus lignitilis V.L. Wells & Kempton 1971
- Strobilurus ohshimae (Hongo) Hongo 2010
- Strobilurus stephanocystis (Kühner & Romagn. ex Hora) Singer 1962 – szyszkówka tęporozwierkowa
- Strobilurus tenacellus (Pers.) Singer 1962 – szyszkówka gorzkawa
- Strobilurus trullisatus (Murrill) Lennox 1979
- Strobilurus wyomingensis (A.H. Sm. & Arenb.) V.L. Wells & Kempton 1971

Wykaz gatunków i nazwy naukowe na podstawie Index Fungorum. Nazwy polskie według Władysława Wojewody.